# Sever (Viana del Bollo)
Sever (llamada oficialmente San Lourenzo de Sever) es una parroquia y un lugar del municipio español de Viana del Bollo, en la provincia de Orense, Galicia.

## Toponimia
La parroquia también es conocida por el nombre de San Lorenzo de Sever.

## Organización territorial
La parroquia está formada por dos entidades de población:
- Castiñeira
- Sever

## Demografía

### Parroquia
| Gráfica de evolución demográfica de Sever (parroquia) entre 2000 y 2023 |
|                                                                         |
| Datos según el nomenclátor publicado por el INE.                        |

### Lugar
| Gráfica de evolución demográfica de Sever (lugar) entre 2000 y 2023 |
|                                                                     |
| Datos según el nomenclátor publicado por el INE.                    |